# Все буде добре (серіал, 2013)
Все буде добре (рос. Все будет хорошо) — російська романтична комедія 2013 року режисера Івана Стаханова.

## Опис
За збігом обставин двє абсолютно незнайомих людей зустрічають Новий рік разом. Ліза переживає через те, що її зрадив чоловік напередодні свята. Ігор посварився зі своєю дівчиною. Вони впевнені, що у них немає спільного майбутнього і в їх розпорядженні лише одна ніч. Але ж новорічна ніч — це час дива.

## У ролях
- Анастасія Задорожна — Ліза
- Олександр Ратніков — Ігор
- Кирило Кяро — Руслан Едуардович
- Олена Подкамінська — Жанна
- Олександр Робак — Захар
- Марія Данилюк — Рита
- Ігнатій Акрачков — Рома
- Дана Агішева — Надя, дружина Романа
- Юрій Цурило — дід Мороз
- Тимофій Трібунцев — лікар у травмпункті
- Анна Слю — Віра